# Andrea Šerić
Andrea Šerić (n. 1985, Split, RSF Iugoslavia) este o handbalistă croată care joacă pe postul de pivot pentru echipa românească SCM Craiova. Šerić a făcut parte din echipa națională a Croației care s-a clasat pe locul al 7-lea la Jocurile Olimpice din 2012.

## Palmares
- Cupa EHF
  - Finalistă: 2006
  - Semifinalistă: 2018

- Campionatul Croației
  - Câștigătoare: 2006, 2007, 2008, 2009, 2010

- Campionatul Sloveniei
  - Câștigătoare: 2012

- Campionatul Turciei
  - Câștigătoare: 2017